# Sangharsh (film, 1999)
Pour plus de détails, voir Fiche technique et Distribution.
Sangharsh (सँघर्ष) est un thriller psychologique indien, réalisé par Tanuja Chandra (en), sorti en 1999,. Il s'agit d'un remake du film américain Le Silence des agneaux.

## Synopsis
Reet Oberoi (Preity Zinta) est une jeune policière du CBI, à New Delhi. Elle est chargée de résoudre toute une série d'enlèvements et de meurtres d'enfants qui laisse perplexe ses collègues, incapables de résoudre le mystère.
Après plusieurs recherches, ses soupçons se porte vers Lajja Shankar Pandey (Ashutosh Rana), un fanatique religieux qui pense pouvoir gagner l'immortalité en sacrifiant des enfants. Le comportement erratique de Pandey et les traumatismes de Reet, liées à son enfance (elle a vu son frère aîné, un terroriste, être abattu par la police dans sa maison) l'oblige à solliciter l'aide d'un détenu, le professeur Aman Varma (Akshay Kumar), un génie injustement incarcéré.
Il commence à refuser de prêter main-forte à la jeune femme, mais finit par l'aider. L'affaire devient encore plus difficile car elle découvre que l'unique fils du ministre de l'Intérieur a été enlevé par Pandey. Reet ne peut pas gérer la pression seule en raison de ses traumatismes et de ses peurs, elle est également confrontée à l'opposition de la police locale en partie à cause des méthodes peu orthodoxes de Varma. En même temps, Reet commence à passer plus de temps ensemble avec Varma qui l'aide à surmonter ses insécurités et ils tombent amoureux l'un de l'autre.
Ils finissent par retrouver Pandey, qui est sur le point de commettre son dernier sacrifice, le jour d'une éclipse solaire (Soorya Grahan) qui l'aidera finalement à atteindre l'immortalité inaccessible. Varma et Reet réussissent à sauver l'enfant, tuant Pandey dans le processus, mais Varma est grièvement blessé et est sur le point de mourir. Reet et Varma partagent un dernier baiser avant qu'il meurt dans ses bras. Reet rentre en héroïne, trouvant un nouveau sens à la vie.

## Fiche technique
Sauf indication contraire, les informations mentionnées dans cette section peuvent être confirmées par la base de données cinématographiques IMDb,  présente dans la section « Liens externes ».
- Titre : Sangharsh
- Titre original : सँघर्ष
- Réalisation : Tanuja Chandra (en)[3]
- Scénario : Mahesh Bhatt[3], d'après le roman de Thomas Harris
- Dialogues : Girish Dhamija
- Direction artistique : Gappa Chakravorty
- Costumes : Bhanu Athaiya
- Son : Uday Inamati
- Photographie : Dharma Teja
- Montage : Amit Saxena
- Musique : Jatin Lalit, Uttank Vora
- Paroles : Sameer
- Production : Mukesh Bhatt
- Sociétés de production : Vishesh Films
- Budget de production : 300 000 000 ₹
- Pays d'origine :  Inde
- Langues : hindi
- Format : couleurs - 2,35:1 - DTS / Dolby Digital - 35 mm
- Genre : action, policier, thriller
- Durée : 127 minutes (2 h 07)
- Dates de sorties en salles :
  -  Inde : 3 septembre 1999

## Distribution
- Akshay Kumar : le professeur Aman Varma
- Preity Zinta : Reet Oberoi, agente du CBI
- Alia Bhatt : Reet Oberoi, enfant
- Ashutosh Rana : Lajja Shankar Pandey
- Vishwajeet Pradhan : le supérieur de Reet
- Aman Verma: Amit, le petit ami de Reet
- Brij Bhushan Sahni : le ministre de l'Intérieur
- Madan Jain : l'officier de police
- Saurabh Dubey : le père de Reet
- Krishna Bhatt : Rama Kutty
- Sanjeeva Vatsa : la grand-mère de Reet

## Bande originale
Albums de Jatin Lalit
Pyaar Koi Khel Nahin
(1999) Vaastav: The Reality
(1999)
La bande originale du film est composée par Jatin Lalit. Elle comprend sept chansons, écrites par Sameer. Elles sont chantées, pour la plupart, par les chanteurs de playback Shradha Pandit et Sonu Nigam, accompagné par d'autres interprètes dont Jaspinder Narula et Remo Fernandes, qui apparaissent également dans la bande originale.
La chanson Manzil Na Koi est fut chantée en duo ainsi qu'en version masculine et féminine.
| 1.    | Dil Ka Qaraar                     | Shradha Pandit, Sonu Nigam       | 5:27 |
| 2.    | Nazdeek Savera Hai                | Kumar Sanu                       | 5:10 |
| 3.    | Manzil Na Koi (duo)               | Jaspinder Narula, Remo Fernandes | 5:26 |
| 4.    | Mujhe Raat Din Bas                | Sonu Nigam                       | 5:11 |
| 5.    | Manzil Na Koi (version masculine) | Remo Fernandes                   | 2:18 |
| 6.    | Manzil Na Koi (version féminine)  | Jaspinder Narula                 | 5:25 |
| 7.    | Hum Badi Door Chale Aaye          | Shradha Pandit, Sonu Nigam       | 4:35 |
| 33:33 |                                   |                                  |      |

## Distinctions
| Date            | Distinction     | Catégorie                                     | Nom           | Résultat |
| --------------- | --------------- | --------------------------------------------- | ------------- | -------- |
| 13 février 2000 | Filmfare Awards | Meilleure performance dans un rôle de méchant | Ashutosh Rana | Lauréat  |
| 26 février 2000 | Zee Cine Awards | Meilleure performance dans un rôle de méchant | Ashutosh Rana | Lauréat  |